# Nadar
Félix Tournachon, dit Nadar, né le 5 ou le 6 avril 1820,, à Paris et mort le 20 mars 1910 dans la même ville,, est un caricaturiste, écrivain, aéronaute et photographe français.
Il publie à partir de 1854 une série de portraits photographiques de personnalités contemporaines.
Surtout connu pour son rôle de photographe, il est originellement caricaturiste et publie ses écrits sous forme de romans, nouvelles, poèmes en prose, brèves de comptoir, témoignages, plaidoiries ou portraits littéraires.
Le pseudonyme Nadar avait d'abord été utilisé par une société constituée autour de son frère cadet Adrien Tournachon sous les formes Nadar jeune et Nadar jne, provoquant parfois la confusion. Un arrêt de la Cour impériale de Paris lui a restitué en 1857 la propriété exclusive de ce pseudonyme, sous lequel il signera ses écrits et qui sera utilisé par son atelier photographique sous la gouverne de son fils Paul.

## Biographie

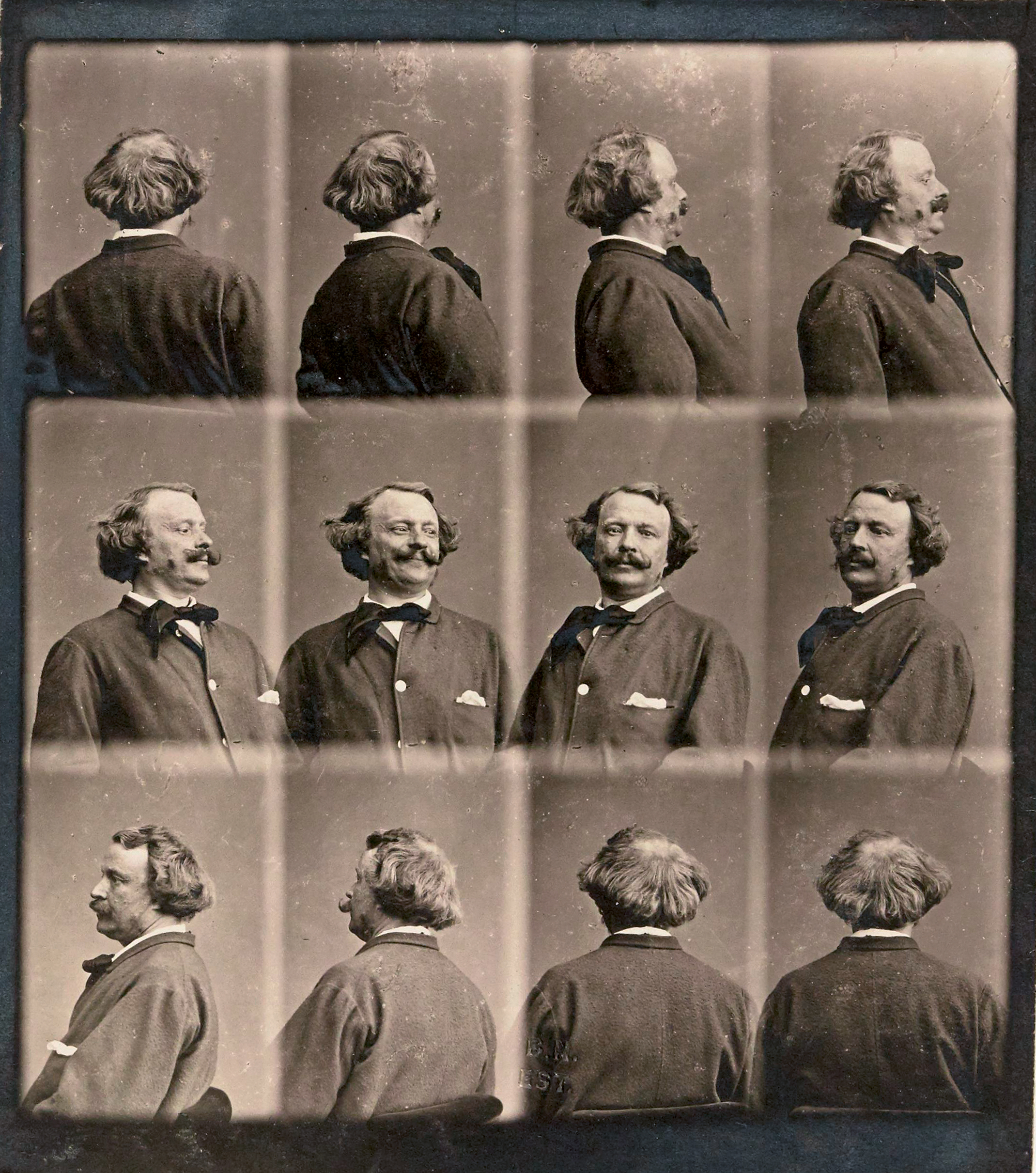
Nadar, série Autoportrait « tournant » (vers 1865), Paris, Bibliothèque nationale de France.

Autoportrait de Tournachon tournant.

### Enfance et éducation
Nadar naît au 195, rue Saint-Honoré (ancien 4e arrondissement de Paris, 1er arrondissement actuel),,. Nadar jeune se définit lui-même comme « un vrai casse-cou, un touche-à-tout, mal élevé jusqu'à appeler les choses par leur nom, et les gens aussi ».
Ses parents étaient d'origine lyonnaise. Son père, Victor Tournachon-Molin, commence son activité à Lyon chez l'imprimeur Molin, dont son père a épousé la fille. Privé de son brevet d'imprimeur par les décrets impériaux de 1810, Victor Tournachon-Molin, fouriériste, s'installe comme libraire à Paris, où il vit en union libre avec une jeune Lyonnaise, Thérèse Maillet, qu'il épousera en 1827 après la naissance de ses fils Félix et Adrien. Le jeune Félix fréquente différents internats de la région parisienne, alors que son père connaît des revers de fortune. Il étudie notamment au collège Bourbon devenu le lycée Condorcet.
Contrairement à ce qu'affirment plusieurs sources,,, il n'a jamais fréquenté l'École des mines de Saint-Étienne. Félix commence en réalité des études de médecine à Lyon. À la mort de son père en 1837, il se voit obligé d'y renoncer pour « gagner le pain quotidien » de la famille, dont il a désormais la charge et qui comprend son frère, Adrien Tournachon, plus jeune de cinq ans, et sa mère.

Animation tirée des 12 images de « l’autoportrait tournant » de Nadar ci-dessus.

Ayant travaillé dans différentes rédactions de journaux lyonnais avant de revenir s'installer à Paris, il effectue divers travaux dans les « petites feuilles » de la presse parisienne. Il collabore à la fondation par Polydore Millaud d'un journal judiciaire, L'Audience, et fréquente le milieu de la jeunesse artistique popularisé par le roman de Murger : Scènes de la vie de bohème. Il commence à y côtoyer Gérard de Nerval, Charles Baudelaire et Théodore de Banville. Ses amis artistes le surnomment « Tournadar » à cause d'une mode répandue dans la jeunesse rebelle vers 1840 de rajouter à la fin de certains mots la terminaison « dar ». Vers 1838, une abréviation transforme ce surnom en pseudonyme « Nadar ».
Il subsiste difficilement en écrivant des romans et en dessinant des caricatures. Grâce à l'aide financière d'un ami, il se lance, à 19 ans, dans l'aventure de la création d'une revue se voulant prestigieuse, Le Livre d'or, dont il devient le rédacteur en chef. Grâce à ses relations, il s'assure la collaboration de personnalités, dont Balzac, Alexandre Dumas, Théophile Gautier, Gérard de Nerval, Gavarni et Daumier. Le journal s'arrête après trois numéros.

### Caricatures

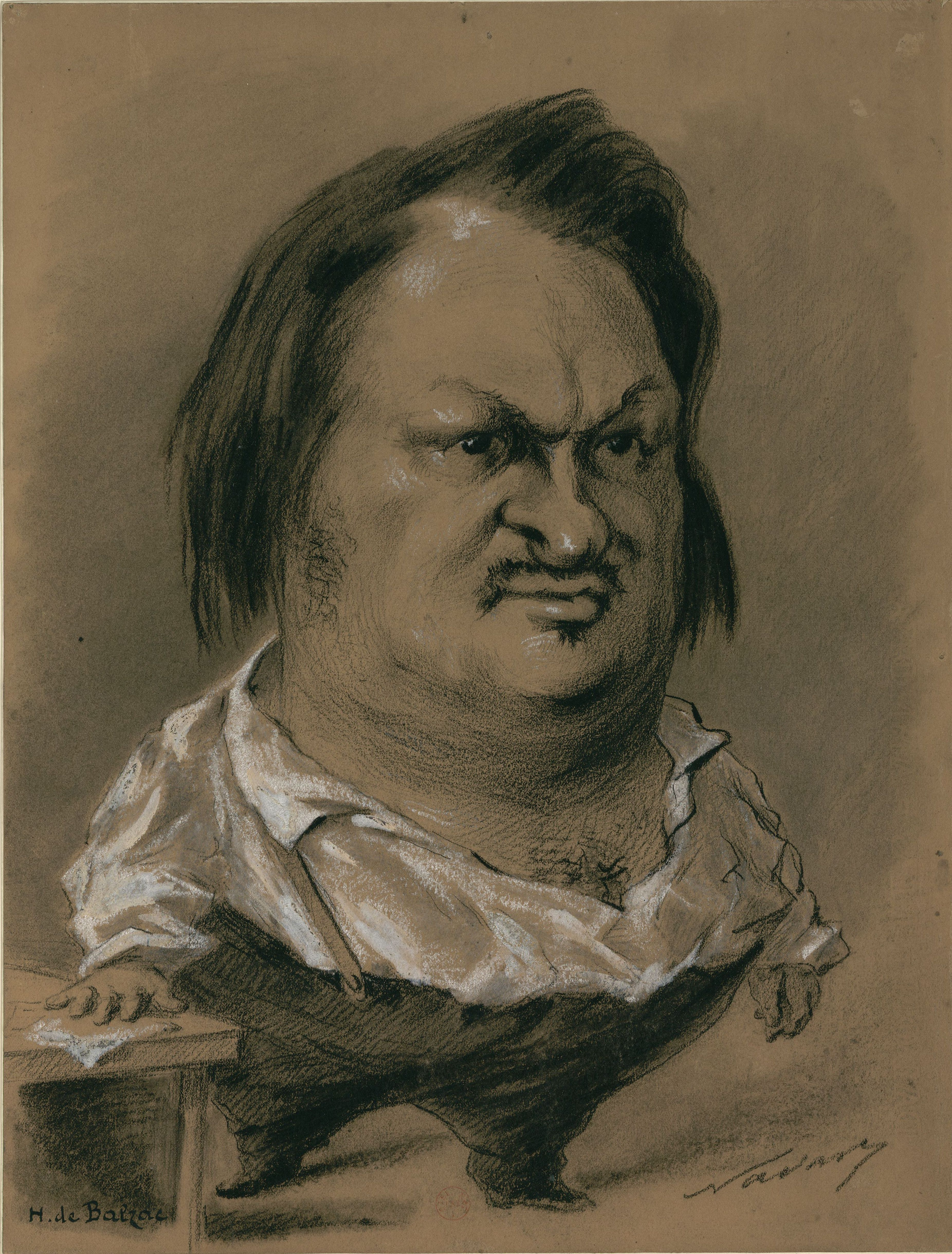
Balzac caricaturé par Nadar en 1850, Paris, BnF.

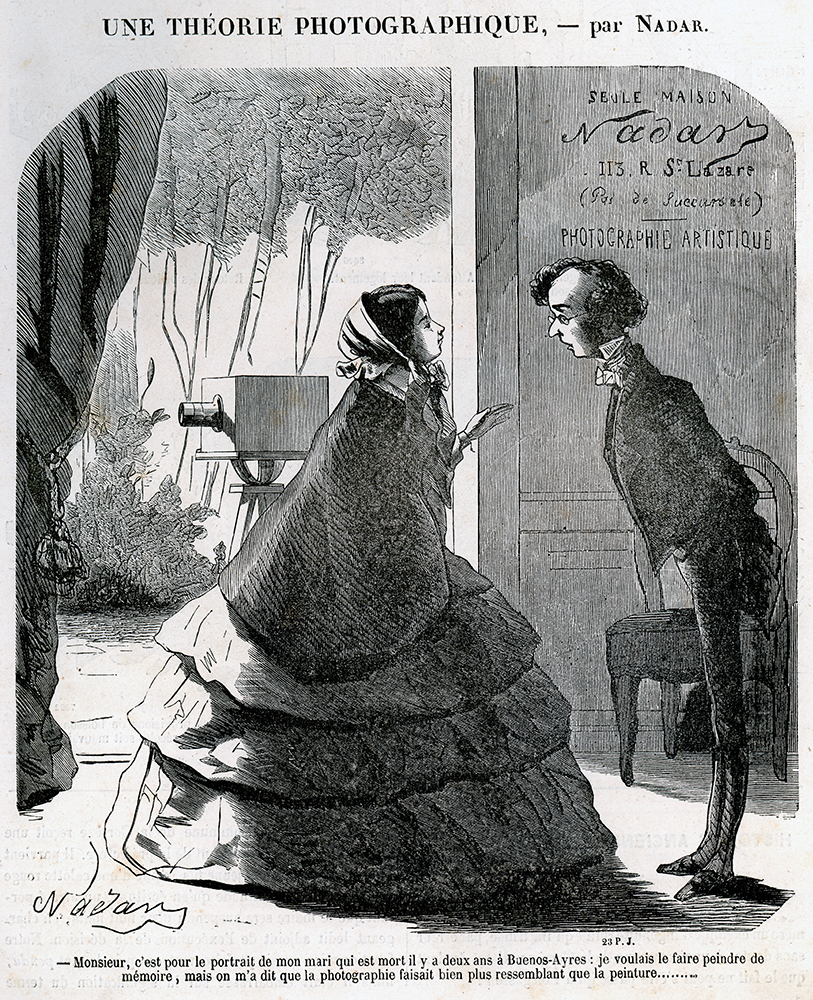
« Une théorie photographique », par Nadar (1856).

Après cet échec, Tournachon reprend du service dans les gazettes comme caricaturiste, tout en continuant à publier des nouvelles et des billets fantaisistes. À la veille de la révolution de 1848, son premier dessin-charge est publié dans le journal Le Charivari.
Le 30 mars 1848, il s'engage avec son frère cadet dans la légion polonaise. Son passeport est au nom de « Nadarsky ». Il est fait prisonnier et confiné dans une mine, puis il refuse le rapatriement gratuit et revient à pied. Deux mois plus tard, il revient à Paris après un long voyage lors duquel il est arrêté en Saxe par des représentants du gouvernement prussien.
Rapidement après son retour, il est engagé comme agent secret par l'éditeur Jules Hetzel, alors chef du cabinet du ministre des Affaires étrangères du gouvernement provisoire. Sa mission est de se renseigner sur d'éventuels mouvements de troupes russes à la frontière prussienne.
De retour à Paris, il reprend ses activités de caricaturiste auprès de petits journaux, tandis que sa renommée s'établit peu à peu. Il collabore notamment à La Revue comique à l'usage des gens sérieux, lancée à l'initiative d'Hetzel, puis au Journal pour rire pour lequel il fait venir de Lyon son cousin Gilbert Randon. À partir de 1850-1851, il s'attelle à un grand projet républicain de Musée des gloires contemporaines, pour lequel, avec l'aide de plusieurs collaborateurs, il rencontre les grands hommes du moment afin d'en faire le portrait dessiné. L'ensemble de ce travail concerne plus de 300 personnalités de l'époque sur un total de plus de 1 000 vignettes et constitue une galerie qui, espérait-il, devait lui apporter la notoriété, sous le nom de Panthéon Nadar en quatre planches lithographiées, dont une seule fut tirée en 1854, l'année où il se lance officiellement dans la photographie.
Il n'hésite pas à caricaturer sa propre activité de photographe. Par exemple, dans le no 20 du Petit journal pour rire dont il était rédacteur en chef, il signe une caricature sur la une dont le titre est « Une théorie photographique », avec pour commentaire : « Monsieur, c'est pour le portrait de mon mari qui est mort il y a deux ans à Buenos-Ayres : je voulais le faire peindre de mémoire, mais on m'a dit que la photographie faisait bien plus ressemblant que la peinture…  »

#### Illustrations
- Les Binettes contemporaines[17].

- Les Rêveries d'un étameur.

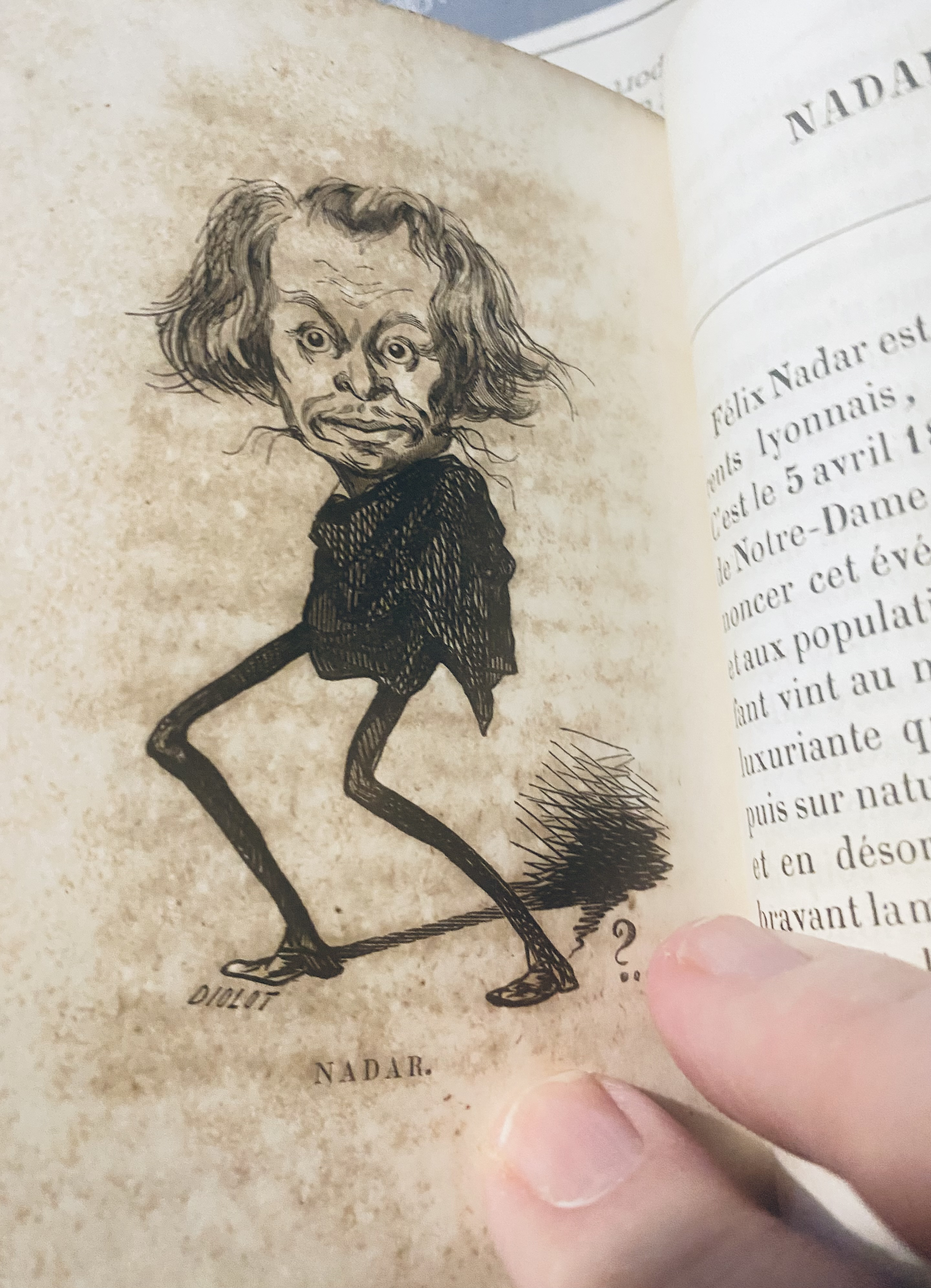
Nadar par Nadar- Extrait des Binettes Contemporaines.

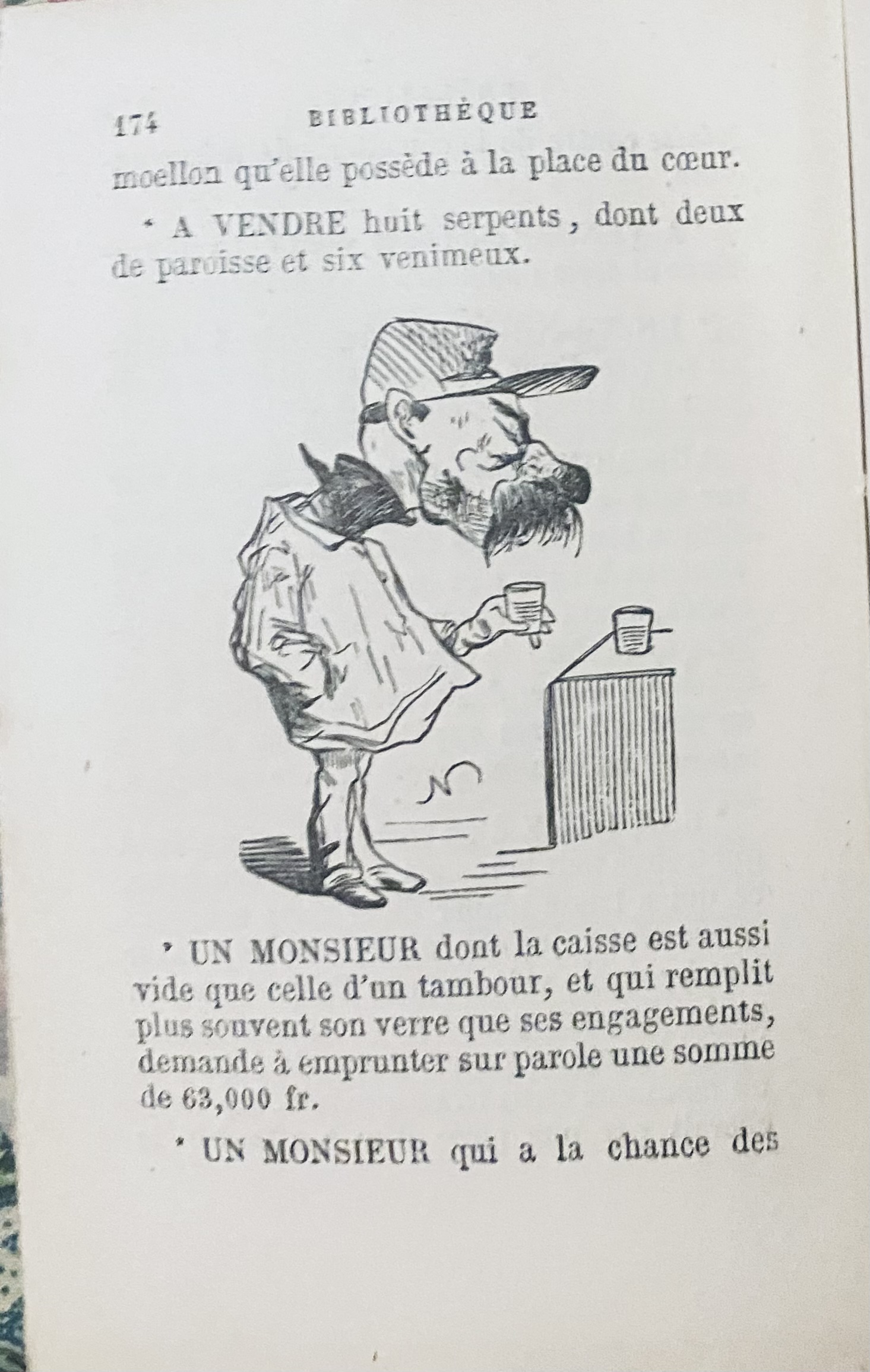
Nadar illustrateur de la Bibliotheque Drolatique

- Les petites affiches du Tintamarre…, par Joseph Citrouillard, revues par Commerson, pour faire concurrence à celles d'Eugène de Mirecourt, portraits par Nadar, 10 vol., 1854-1855.

Illustrations par Nadar pour « Les Binettes contemporaines » de Commerson (1854-1855)
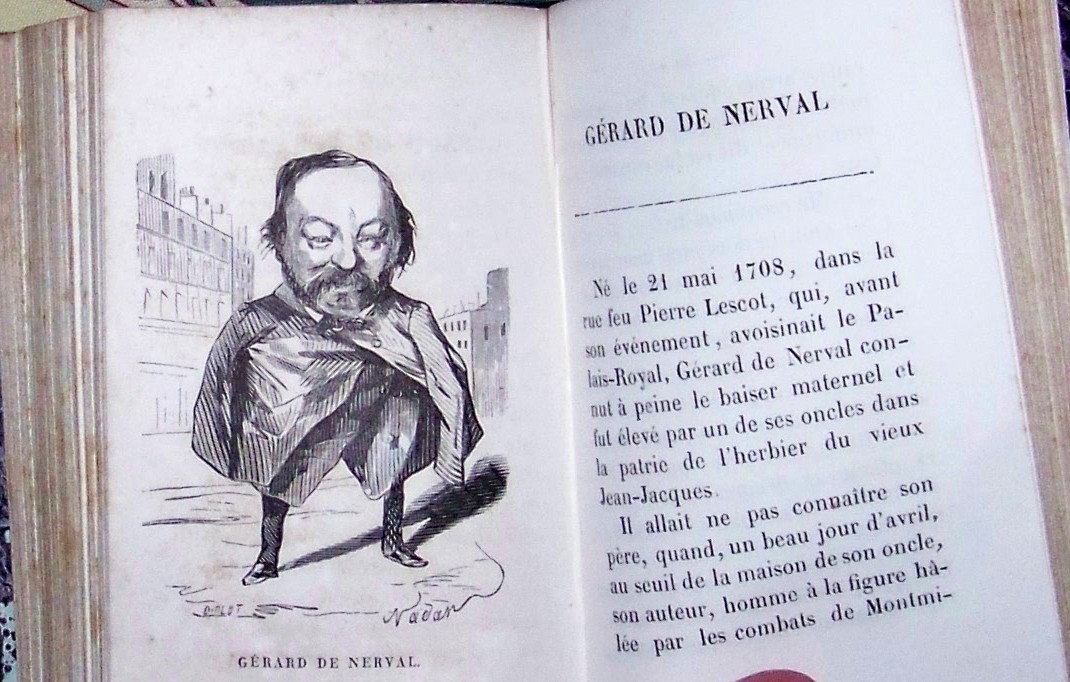
Gérard de Nerval.
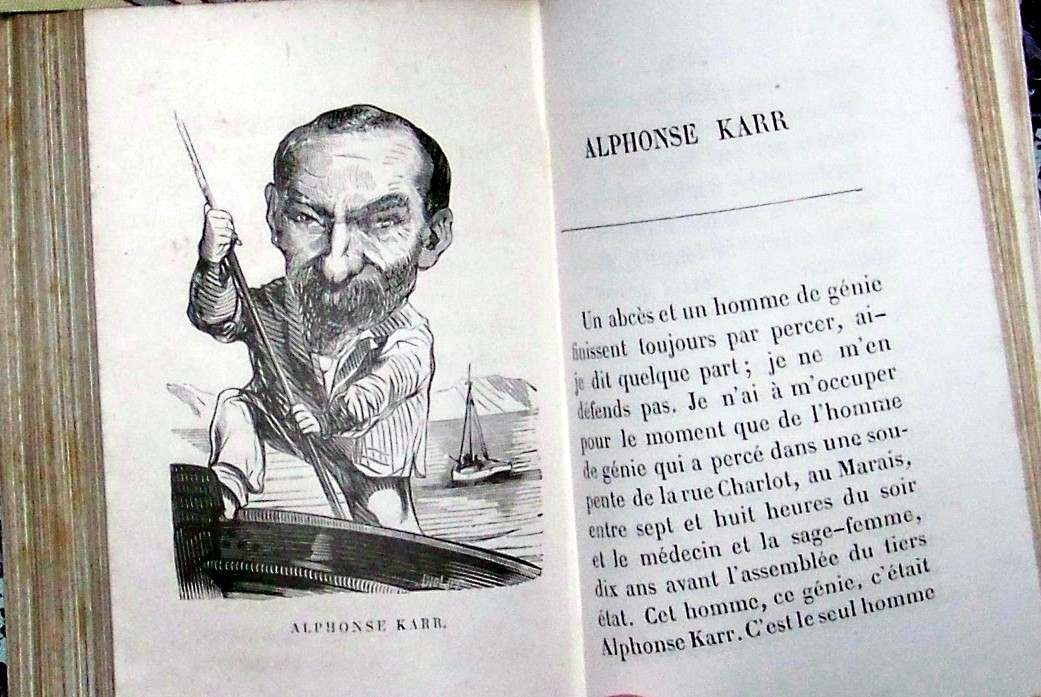
Alphonse Karr.
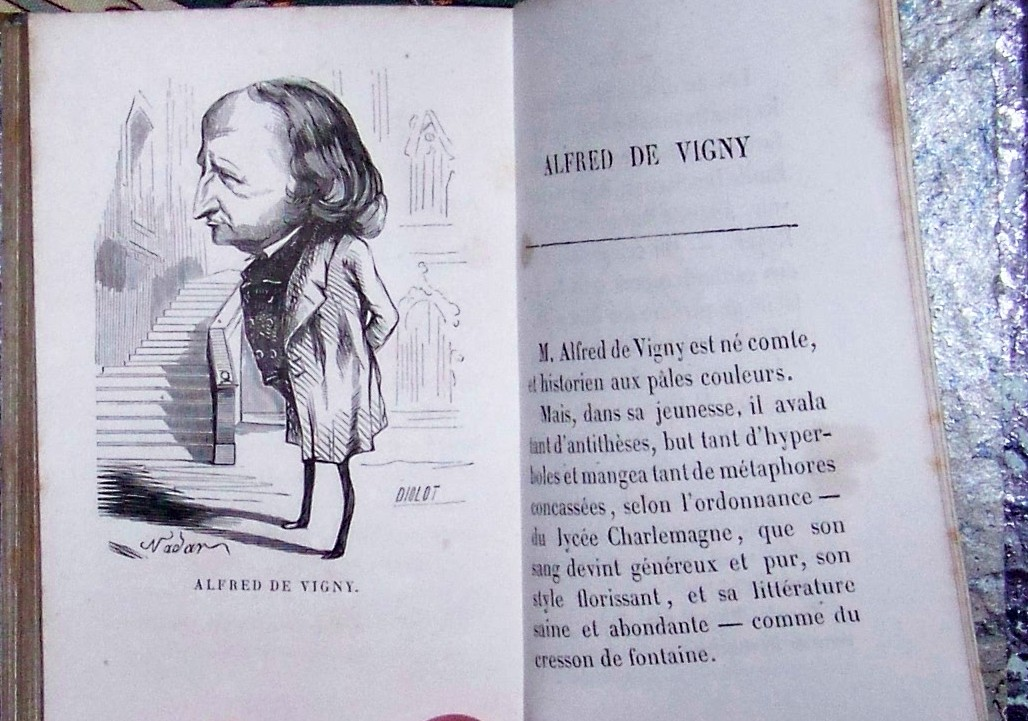
Alfred de Vigny.
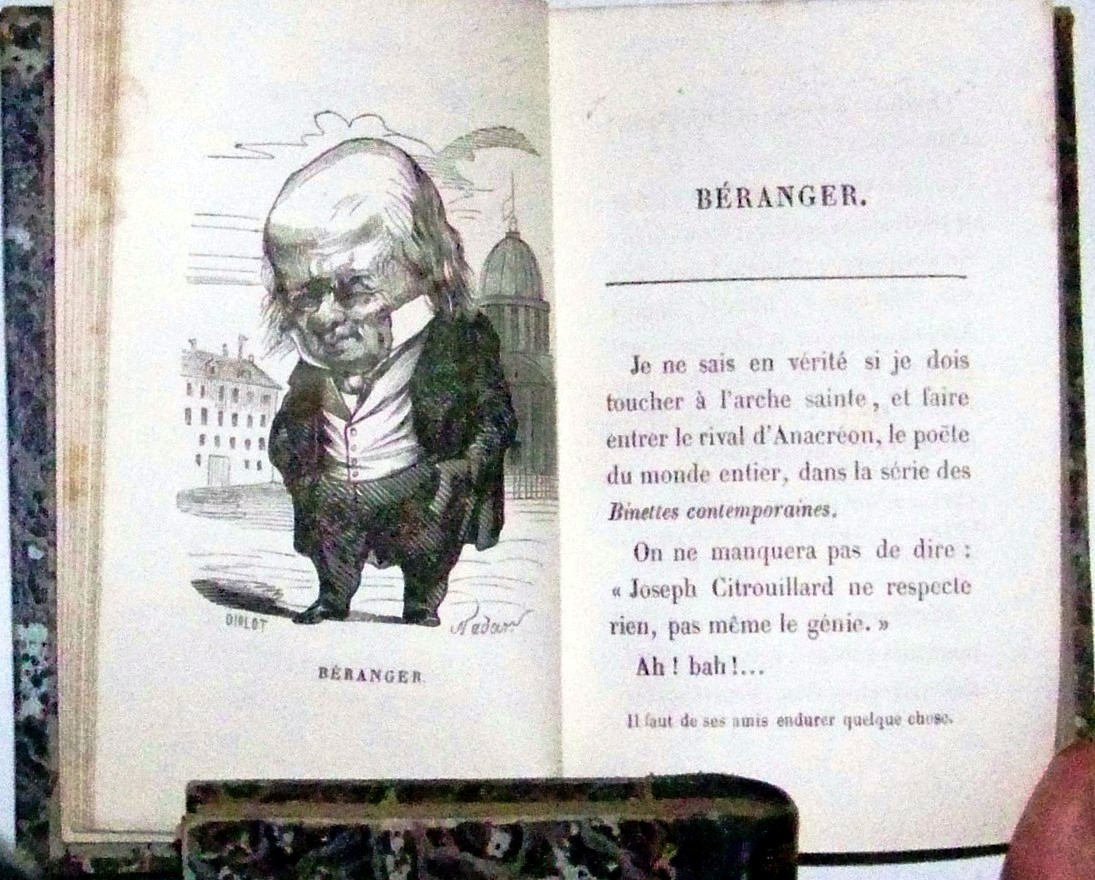
Béranger.

### Photographie

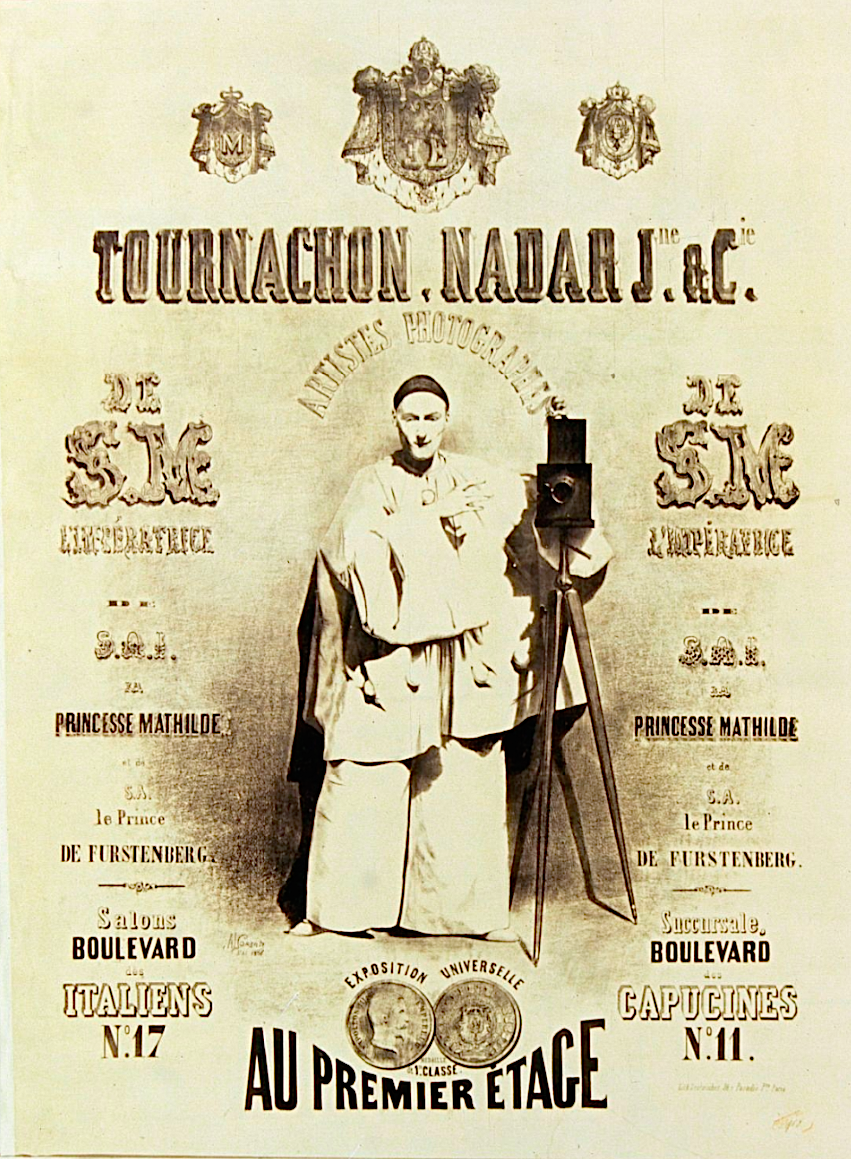
Affiche publicitaire pour Tournachon, Nadar jeune et Cie, artistes photographes par Lorentz figurant Deburau (1856, lith., BNF).

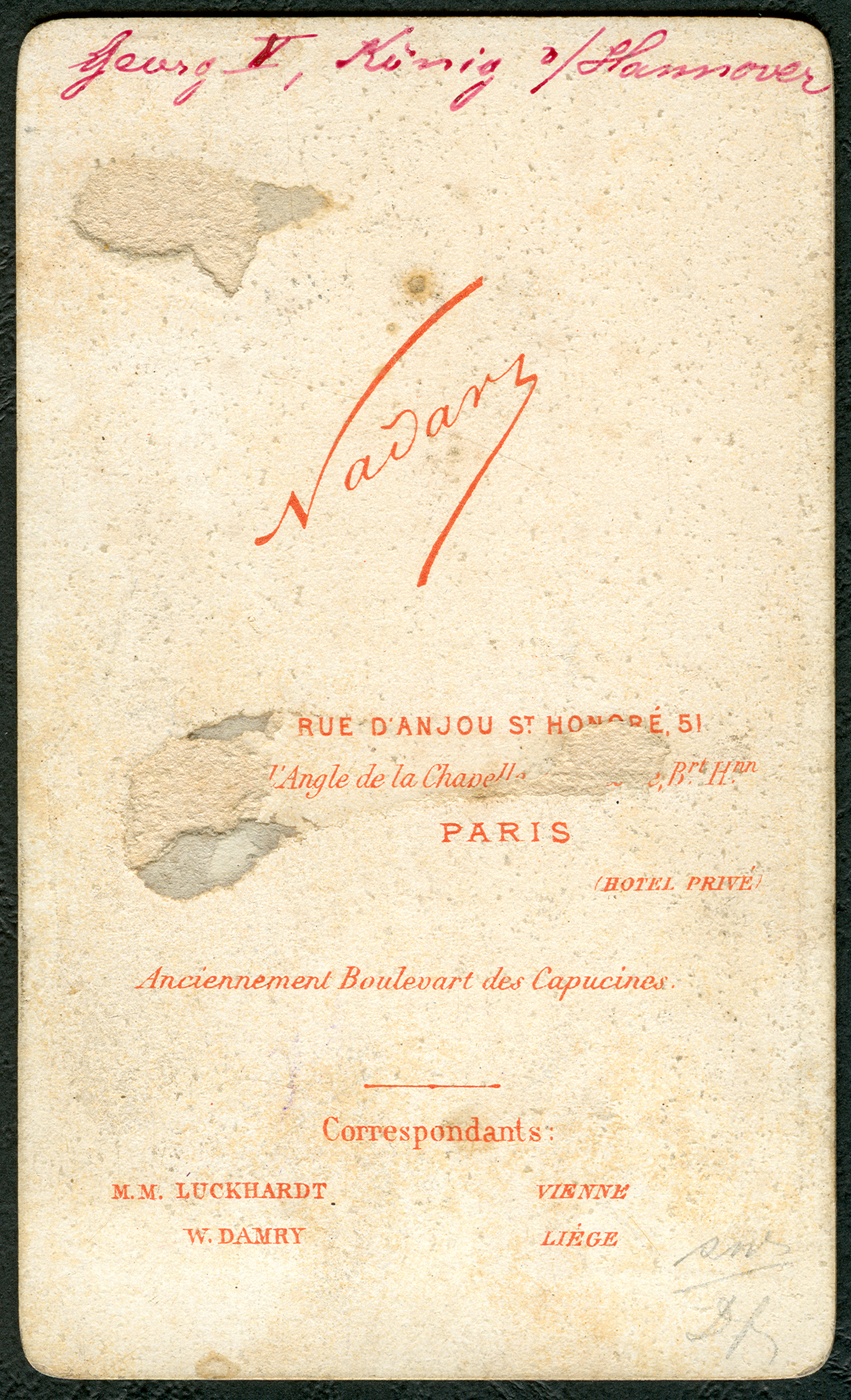
Revers d'une carte de visite de 1874 et l'adresse rue d'Anjou et les correspondantes M.M. Luckhardt et W. Damry.

Sa nouvelle aisance lui permet d'emménager dans un pavillon mansardé du 113, rue Saint-Lazare à Paris, où il peut disposer d'un jardin d’hiver bénéficiant de la lumière naturelle. Il se met alors à la photographie, créant la plupart de ses œuvres dans ce jardin.
À partir de cette époque, la technique du portrait est maîtrisée et les travaux sont de qualité, les prix évoluent donc à la baisse. De nombreux ateliers photographiques ouvrent et les personnalités n'hésitent pas à « se faire tirer le portrait ». Ce sont ces œuvres que l'on retrouve dans les papeteries sous forme d'estampes et de photographies.
Le 11 septembre 1854, il se marie à Paris avec Ernestine Constance Lefèbvre, jeune femme issue d'une riche famille protestante. Après le mariage, il continue d'offrir l'hospitalité à ses nombreux amis, comme à l'époque de la bohème. Le pseudonyme « Nadar » fut utilisé pendant quelque temps par son frère cadet Adrien Tournachon pour ses photographies, sous les formes « Nadar jeune » et « Nadar jne ». Cette signature provoqua la confusion et fut la cause d'un procès entre les deux frères, de mars 1856 à décembre 1857, qui permit à Félix d'être le seul utilisateur du pseudonyme. Ce procès fut l'un des premiers de ce genre, sur le statut d'auteur photographe. Son fils, Paul, réutilisa plus tard le pseudonyme avec la permission de son père.
Nadar souhaite que l'appareil de photographie puisse être emporté à l'extérieur et en voyage, aussi facilement que le chevalet du peintre. Il commence à expérimenter la photographie embarquée dans un ballon. Il est donc, dès 1858, le pionnier de la photographie aérienne, avec ses vues du Petit Bicêtre. Daumier représente Nadar opérant avec difficulté lors d'une ascension aérienne, avec cette légende prémonitoire : Nadar, élevant la photographie à la hauteur de l'Art le 25 mai 1862.
En 1860, manquant de place, Nadar déménage de la rue Saint-Lazare au 35 boulevard des Capucines. Il fait installer au fronton de son immeuble une immense enseigne, dessinée par Antoine Lumière et éclairée au gaz. Le 15 mai 1874, s'ouvre dans cet atelier la « première exposition des peintres impressionnistes ».

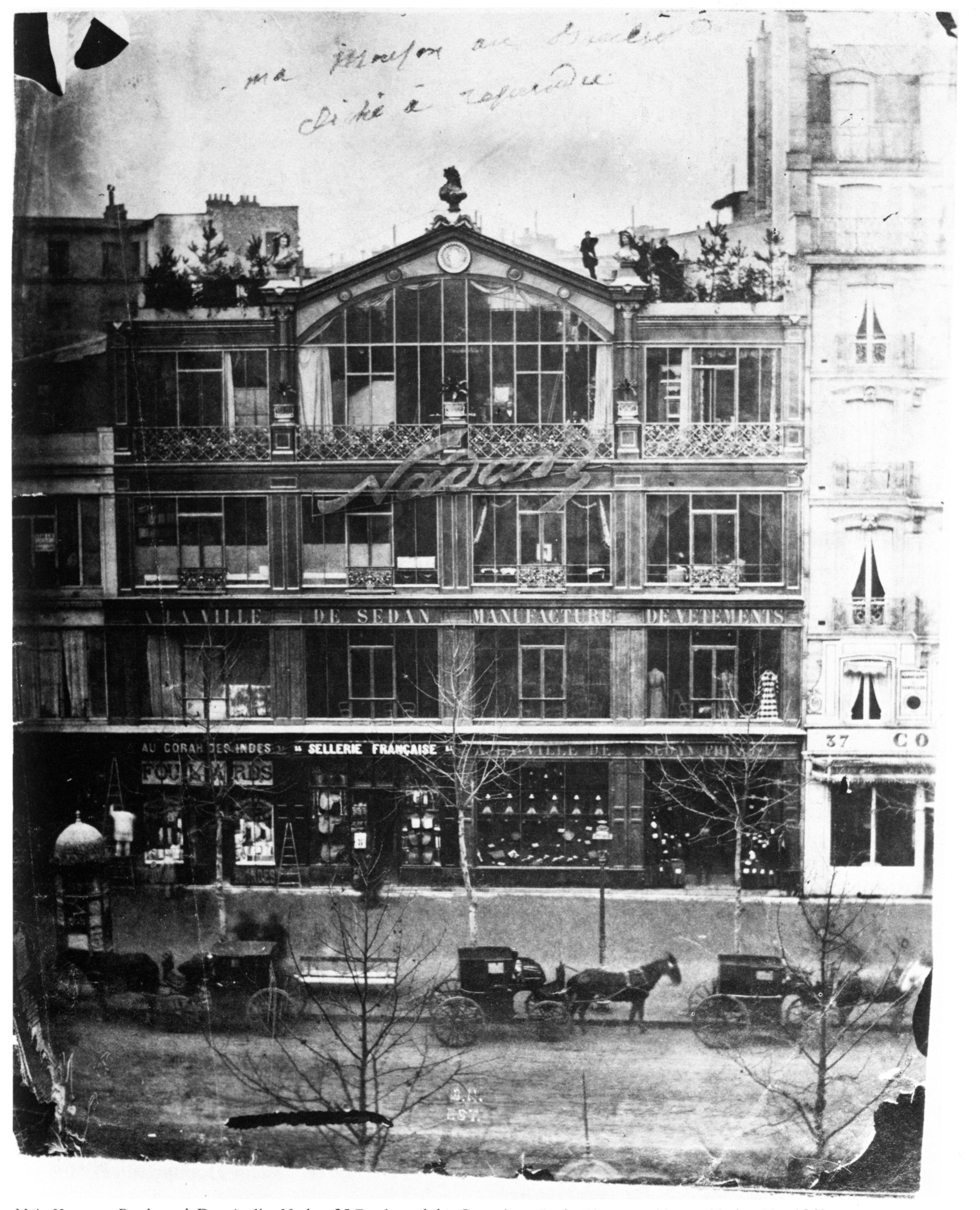
L'atelier de Nadar au 35, boulevard des Capucines, 1860, Nadar Félix (dit), Tournachon Gaspard Félix (1820-1910), Paris, Bibliothèque nationale de France (BnF).
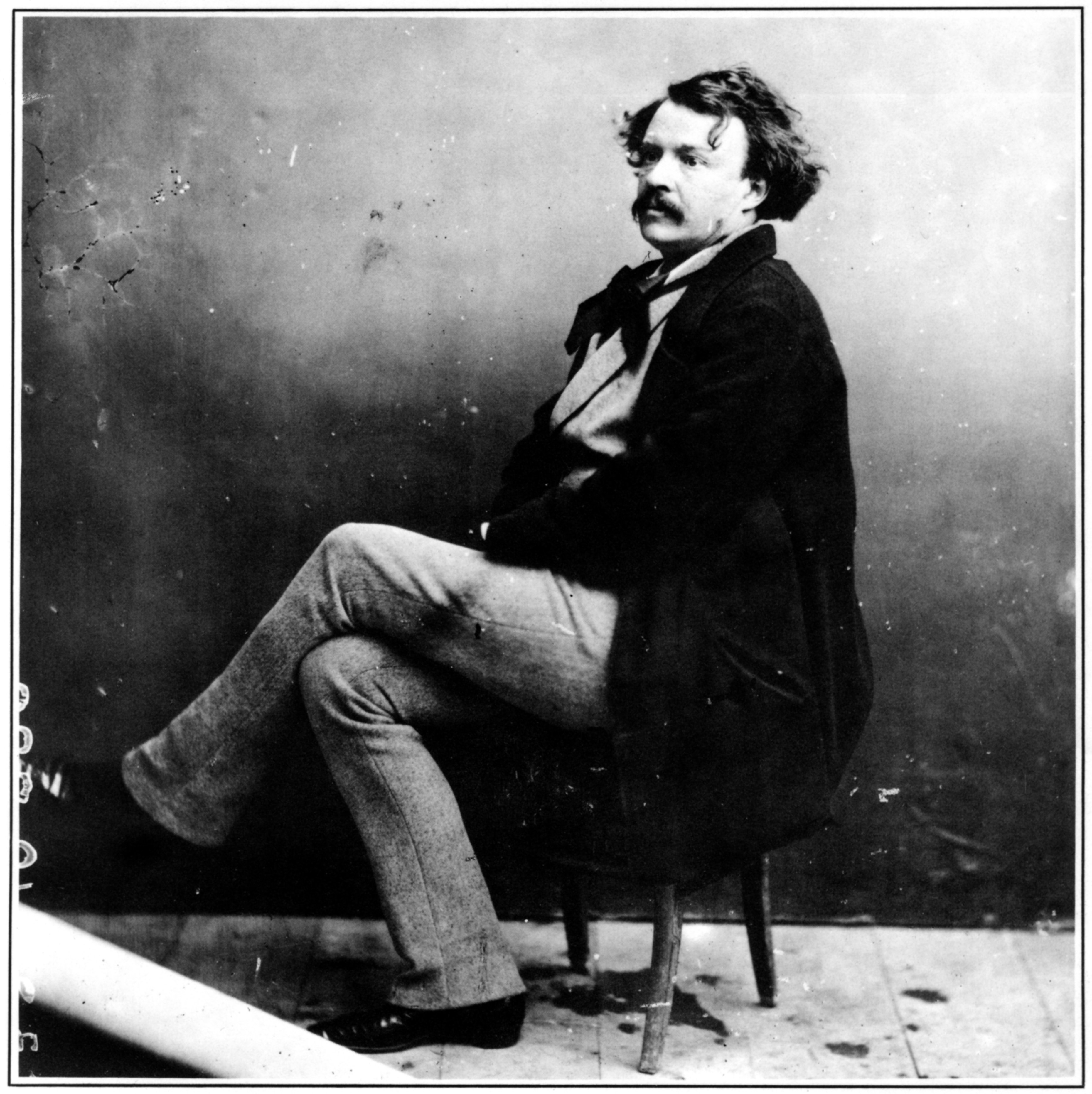
Autoportrait de Nadar, Nadar Félix (dit), Tournachon Gaspard Félix (1820-1910), Paris, Bibliothèque nationale de France (BnF).
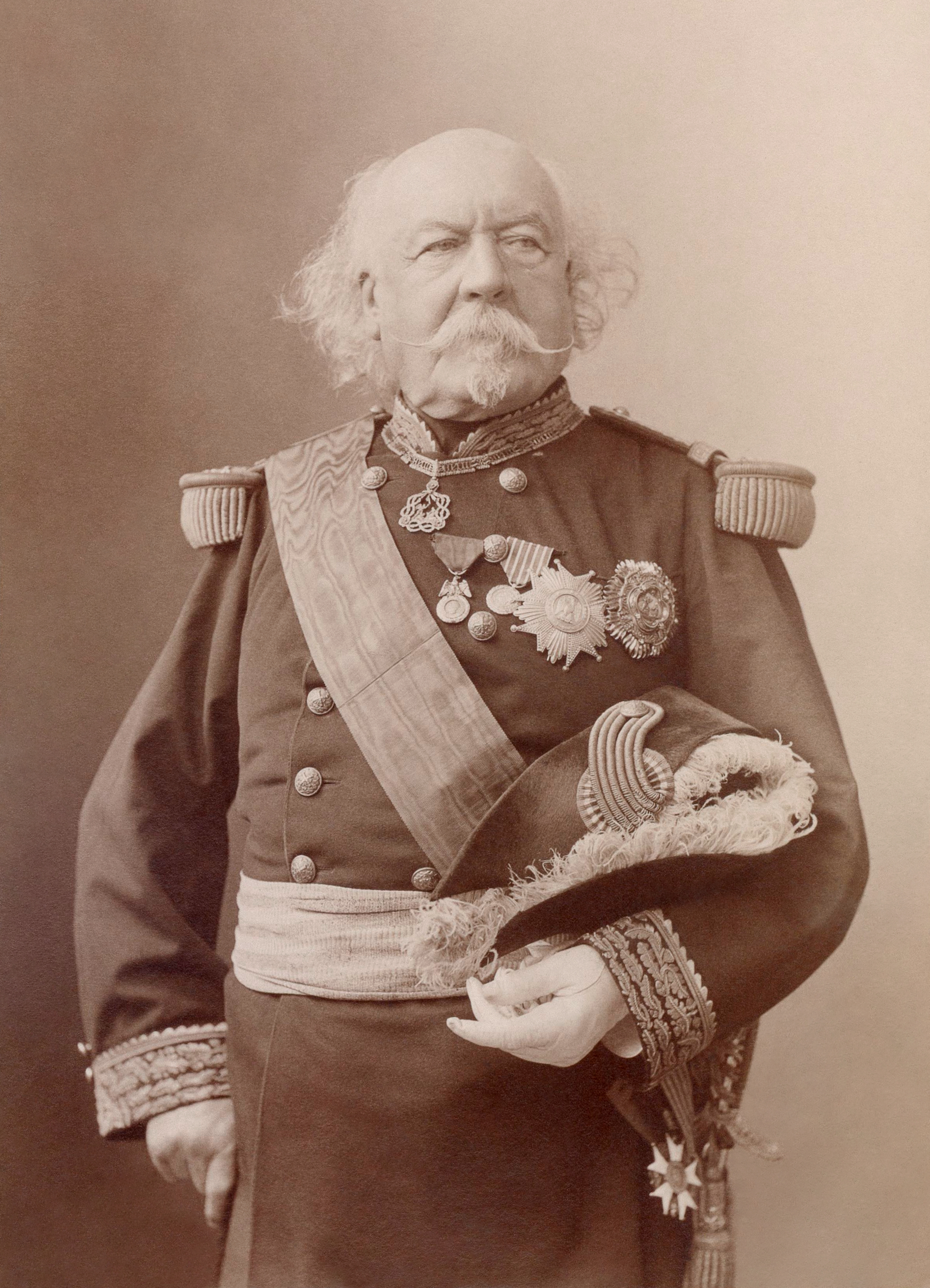
François Certain de Canrobert par Nadar.
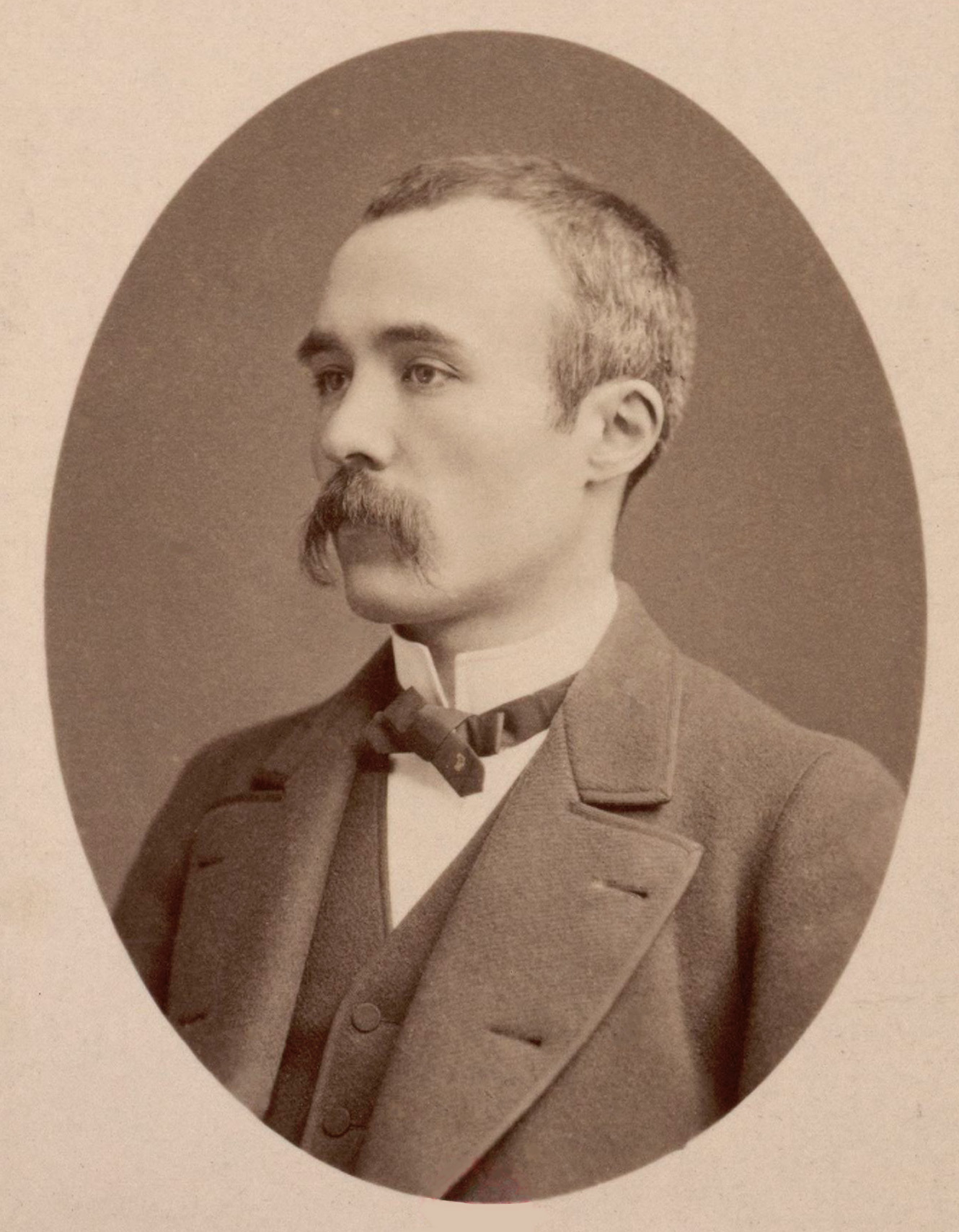
Georges Clemenceau, Nadar (atelier de) (1871-1939), Charenton-le-Pont, médiathèque de l'Architecture et du Patrimoine.
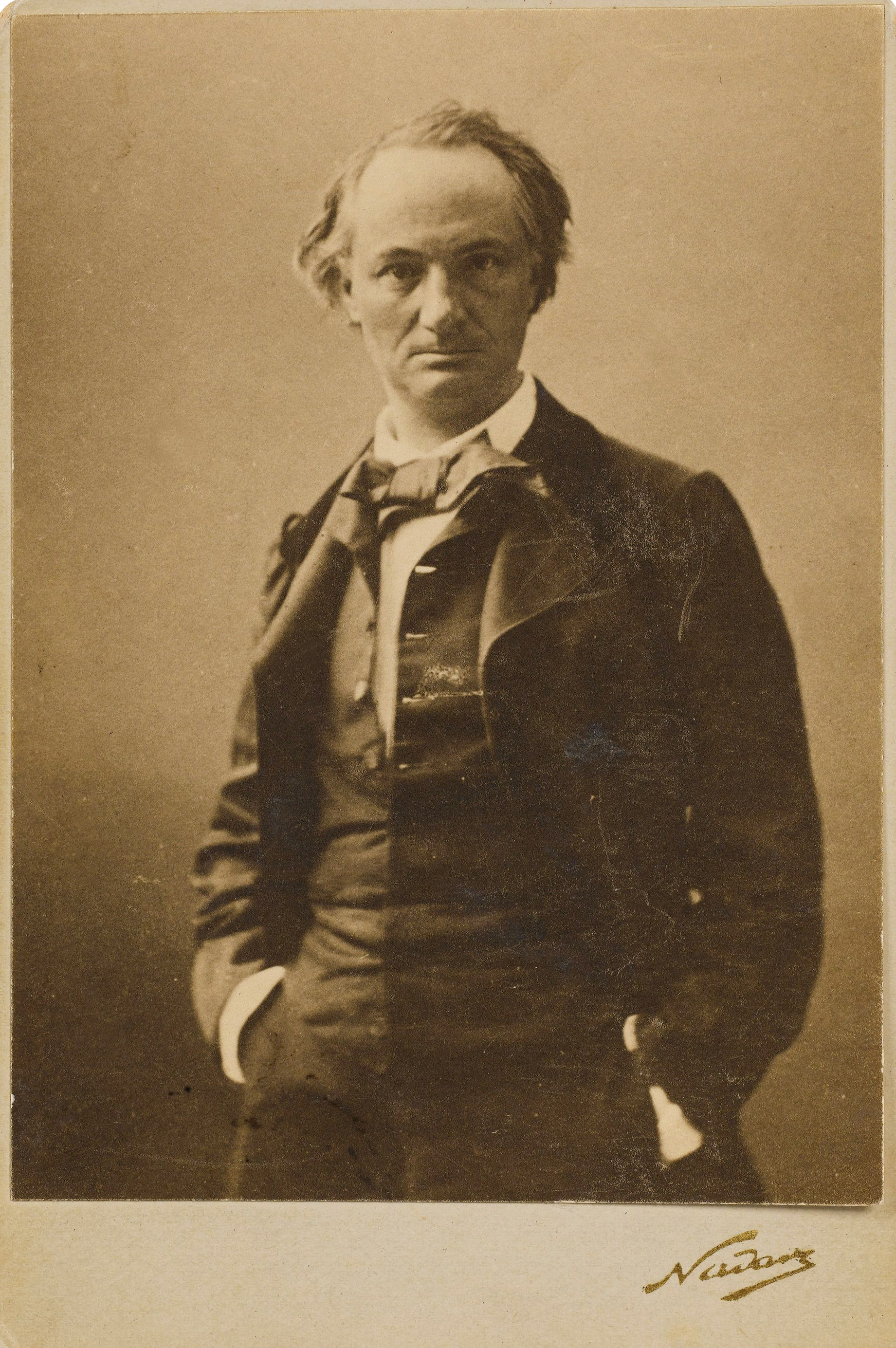
Baudelaire, Nadar Félix (dit) Tournachon Gaspard Félix (1820-1910), Paris, Musée d'Orsay.

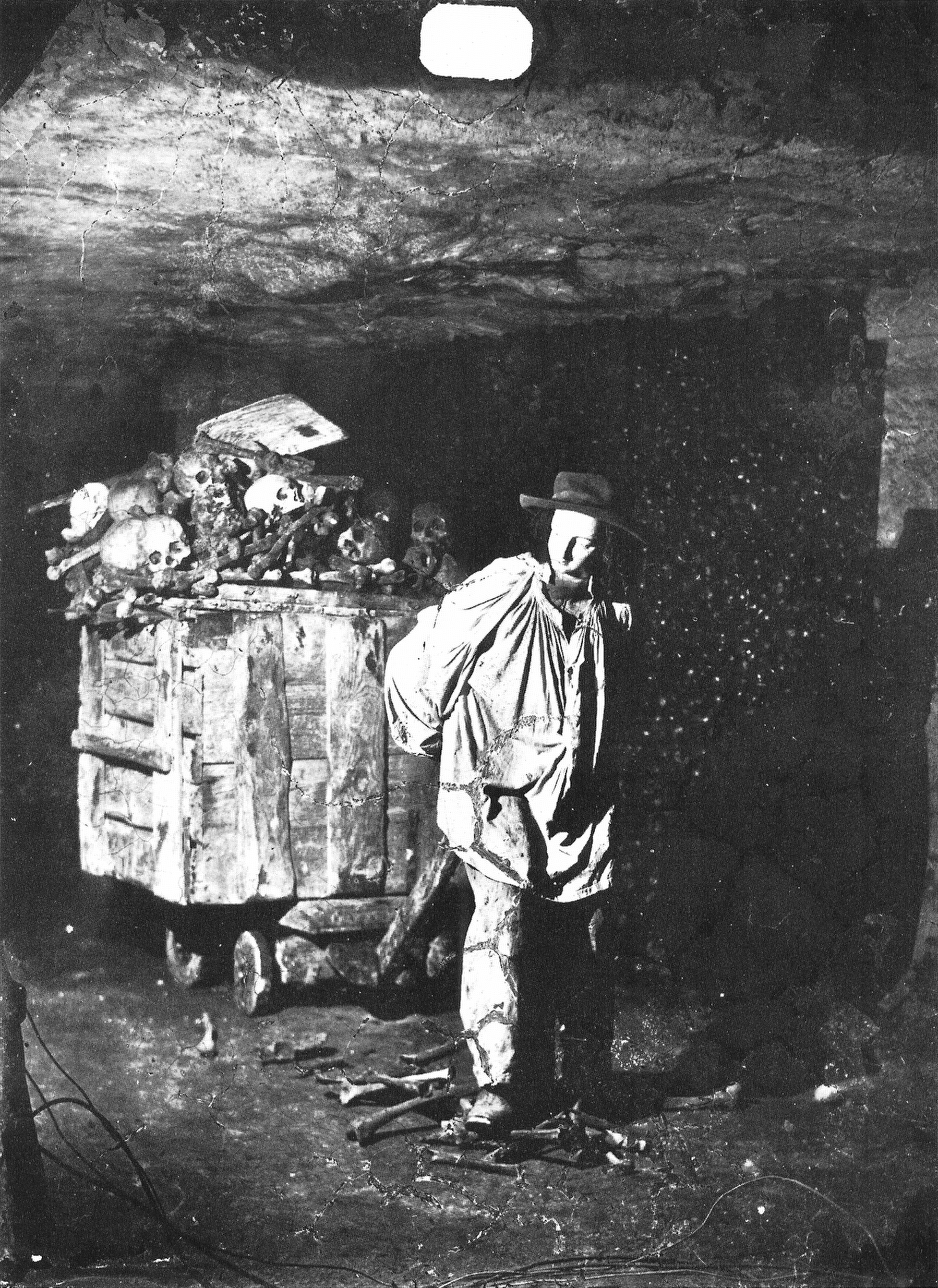
Photographie des Catacombes de Paris, avec utilisation de lumière artificielle. Le temps de pose nécessaire est de 20 minutes, ce qui explique l'utilisation de mannequins.

Il expérimente l'éclairage à la poudre de magnésium, plus facile à brûler qu’en bloc. Complexe à mettre en œuvre, ce procédé, qui consiste à brûler de la poudre de magnésium, s’avère très dangereux car le magnésium est inflammable et dégage beaucoup de fumée. De plus, le déclenchement du flash se faisant manuellement, il arrivait qu'il soit désynchronisé. Nadar tente ensuite une nouvelle expérience qu'il décrit dans son livre Quand j‘étais photographe :

« Je tentai de tamiser ma lumière en plaçant une glace dépolie entre l'objectif et le modèle, ce qui ne pouvait m'amener à grand-chose ; puis plus pratiquement je disposai des réflecteurs en coutil blanc, et enfin un double jeu de grands miroirs répercutant par intermittences le foyer lumineux sur les parties ombrées. J'arrivai ainsi à ramener mon temps de pose à la moyenne diurne et finalement je pus obtenir des clichés à rapidité égale et de valeur tout à fait équivalente à celle des clichés exécutés quotidiennement dans mon atelier. »

Il effectue une démonstration pour le journal La Presse scientifique et dépose le brevet de photographie à la lumière artificielle en février 1861. Nadar est conscient de la portée de son invention. Désormais, il est possible de révéler au public le monde souterrain. Il le prouve en s'attaquant à un nouveau chantier : la photographie des sous-sols de Paris, c'est-à-dire les catacombes et les égouts.
En avril 1874, la première exposition des peintres impressionnistes se tient dans son ancien studio. On lui en a souvent attribué l'organisation, mais il ne fait que louer le lieu. Il est possible, mais non prouvé, qu'il ait cependant demandé à son locataire d'abriter les impressionnistes.
Après le déménagement de son atelier rouge, sa femme lance et gère, avec vingt salariés, un nouvel établissement rue d'Anjou-Saint-Honoré dont son fils deviendra le directeur artistique.

### L'aérostation

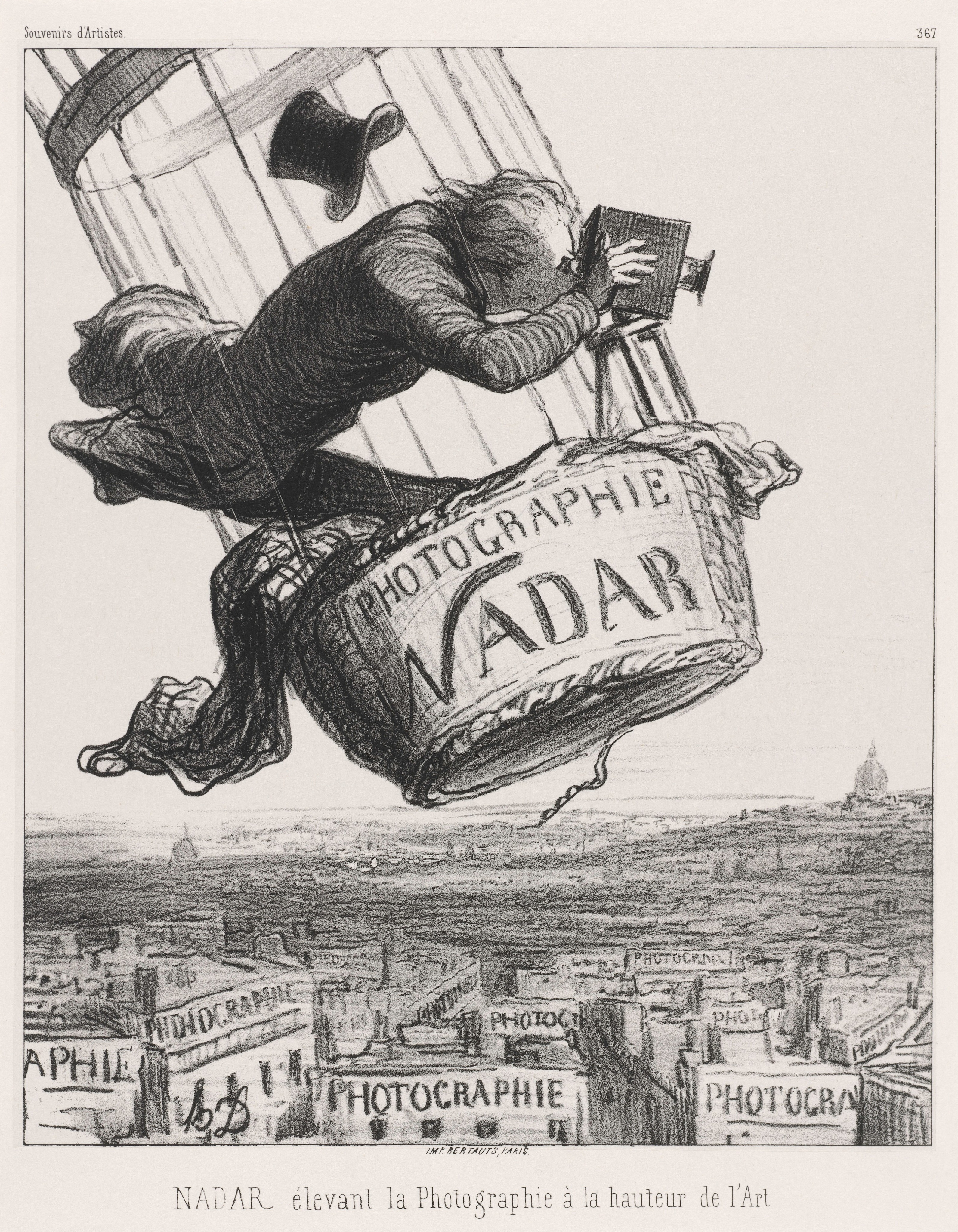
Nadar élevant la Photographie à la hauteur de l'Art., lithographie d'Honoré Daumier parue dans Le Boulevard, le 25 mai 1863.

Très curieux des nouveautés techniques de son temps, il se lance dans le monde des ballons.
Grâce aux frères Louis et Jules Godard, aéronautes aguerris (frères d'Eugène Godard), il réalise près de Paris la première photographie aérienne en 1858, depuis un « vol captif » à 80 mètres au-dessus du Petit-Bicêtre (actuel Petit-Clamart). Il est obligé d'alléger au maximum et ne peut embarquer sa « guillotine horizontale ». Leur coopération cessera en 1863 à l'occasion d'un désaccord lors de la construction du ballon Le Géant.
Les aventures de Nadar inspirent Jules Verne pour Cinq semaines en ballon écrit en 1862. Un des héros de De la Terre à la Lune et Autour de la Lune — romans parus en 1865 et 1869 — s'appelle d'ailleurs Michel Ardan, anagramme de Nadar.
Jules Verne le décrit ainsi :
« C'est un homme de 42 ans, grand, mais un peu voûté déjà, comme ces cariatides qui portent des balcons sur leurs épaules. Sa tête forte, véritable hure de lion, secouait par instants une chevelure ardente, qui lui faisait une véritable crinière. Une face courte, large aux tempes, agrémentée d'une moustache hérissée comme les barbes d'un chat et de petits bouquets un peu égarés, un regard myope, complémentaient cette physionomie éminemment féline. »
— extrait de De la Terre à la Lune
En 1863, il fait construire un immense ballon, Le Géant, haut de 40 mètres et contenant 6 000 m3 de gaz, dont les ascensions publiques devaient réunir de quoi financer les travaux de la Société d'encouragement de la locomotion aérienne au moyen du plus lourd que l'air. Le 4 octobre, le premier vol du Géant a lieu à Paris avec 13 personnes. Jules Verne rédige alors le texte À propos du Géant qui parait dans le Musée des familles. Le ballon perd rapidement de la hauteur et atterrit à Meaux, à moins de 100 kilomètres de Paris. Nadar recommence l'expérience le 18 octobre avec son épouse. Dans les environs de Hanovre, le ballon atterrit durement et est entraîné sur 16 kilomètres. Le récit de cette catastrophe par Nadar est repris par la presse dans toute l'Europe. D'autres ascensions auront lieu mais sans le succès public escompté. Nadar doit donc arrêter l'aventure du Géant par manque d'argent.
En 1863, connaissant les limites des ballons libres (non dirigeables) et convaincu de l'avenir du plus lourd que l'air, il fonde avec Gabriel de La Landelle la Société d’encouragement de la navigation aérienne au moyen du plus lourd que l’air. En juillet, il écrit son Manifeste de l'autolocomotion aérienne, le premier texte qui défend la théorie du plus lourd de l'air face à l'aérostation qui est alors la seule pratique aéronautique.
En 1864, il fonde avec La Landelle la revue L'Aéronaute qui reprend dans son premier numéro (en 1868) le Manifeste qu'il avait écrit dans La Presse en aout 1863.
En 1870-1871, lors du siège de Paris par les Allemands, il constitue de son propre chef une Compagnie d’aérostiers avec Camille Legrand, dit Dartois, et Jules Dufour, dit Duruof, dont le but est la construction de ballons militaires pour les mettre à la disposition du gouvernement. Ils établissent un campement sur la place Saint-Pierre, au pied de la butte Montmartre, où naît la poste aérienne du siège. Les ballons permettaient de surveiller l’ennemi, d’établir des relevés cartographiques et également d’acheminer du courrier. Nadar baptise ses ballons : le George-Sand, l’Armand-Barbès et le Louis-Blanc. C'est à bord de l’Armand-Barbès que Léon Gambetta, ministre de l’Intérieur, quitte Paris le 7 octobre 1870 pour se rendre à Tours afin d'y organiser la résistance à l’ennemi. Mais le gouvernement se détourne de Nadar, jugé trop « révolutionnaire », et préfère financer d'autres entreprises.
Au total, 67 ballons seront construits entre le 23 septembre 1870 et le 28 janvier 1871 qui transporteront 11 tonnes de courrier, soit 2,5 millions de lettres. Cinq des ballons seront capturés par l'ennemi. Cette première fabrication en série d'aéronefs, marque la naissance officielle de l'industrie aéronautique. Deux usines avaient été installées dans les gares de chemin de fer réquisitionnées : les frères Godard à la gare de Lyon et Dartois et Yon à la gare du Nord.

Nadar et l'aérostation
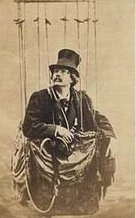
Autoportrait en ballon.
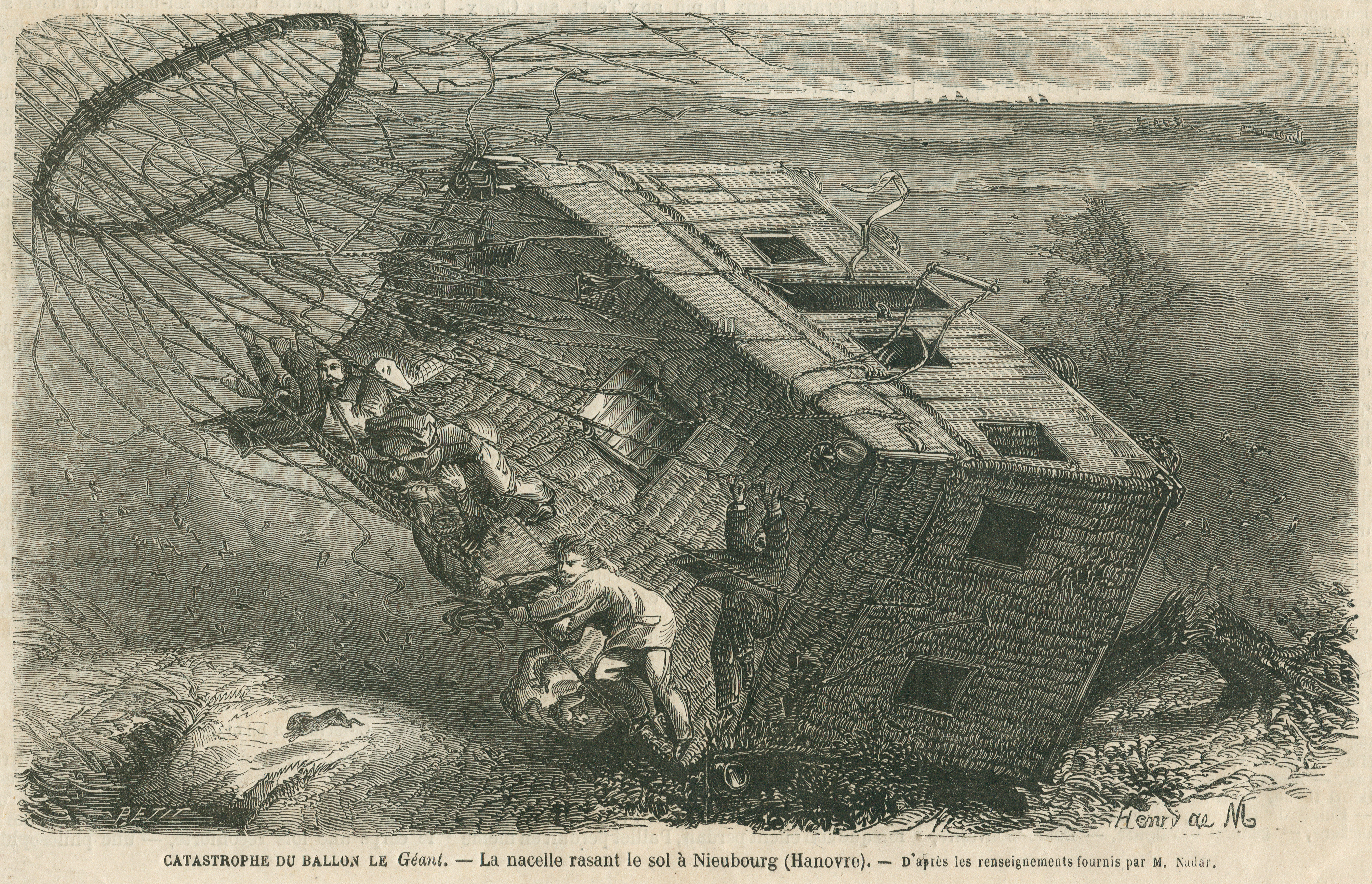
Catastrophe du ballon Le Géant en 1863, non loin de Hanovre, gravure d'Henry de M.
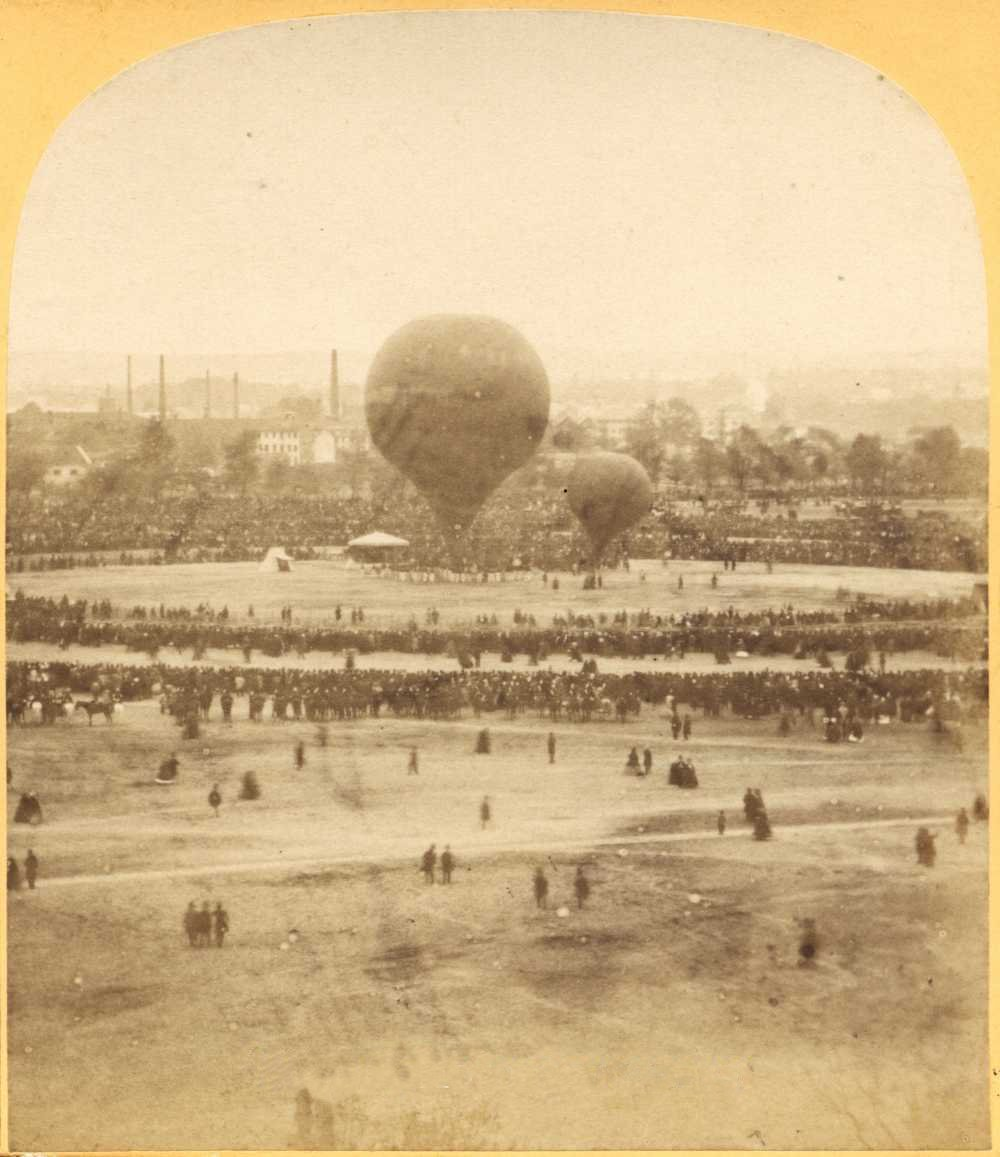
Seconde ascension du Géant. Paris, Champ de Mars, 18 octobre 1863. Photographie anonyme.

### Fin de vie
Après les évènements de la Commune (1871), Nadar se retrouve complètement ruiné et recommence brièvement une activité dans la photographie pour subsister[réf. nécessaire].
En 1886, il accompagne son fils Paul Tournachon pour photographier son interview du chimiste Eugène Chevreul. Ce double travail, paru le 5 septembre dans Le Journal illustré est considéré comme le premier reportage photographique.
En 1887, il s'installe au manoir de l'Ermitage, dans la forêt de Sénart, où il accueille ses amis dans le besoin, jusqu'en 1894. Il est ruiné et malade, sa femme est devenue hémiplégique à la suite d'un choc affectif concernant son fils[Quoi ?]. Le couple déménage à Marseille ; Nadar laisse à son fils la gestion de ses affaires à Paris, et fonde à Marseille un atelier photographique. « Doyen des photographes français », il connaît dans la région de Marseille une véritable gloire et se lie d'amitié avec l'écrivain Frédéric Mistral.

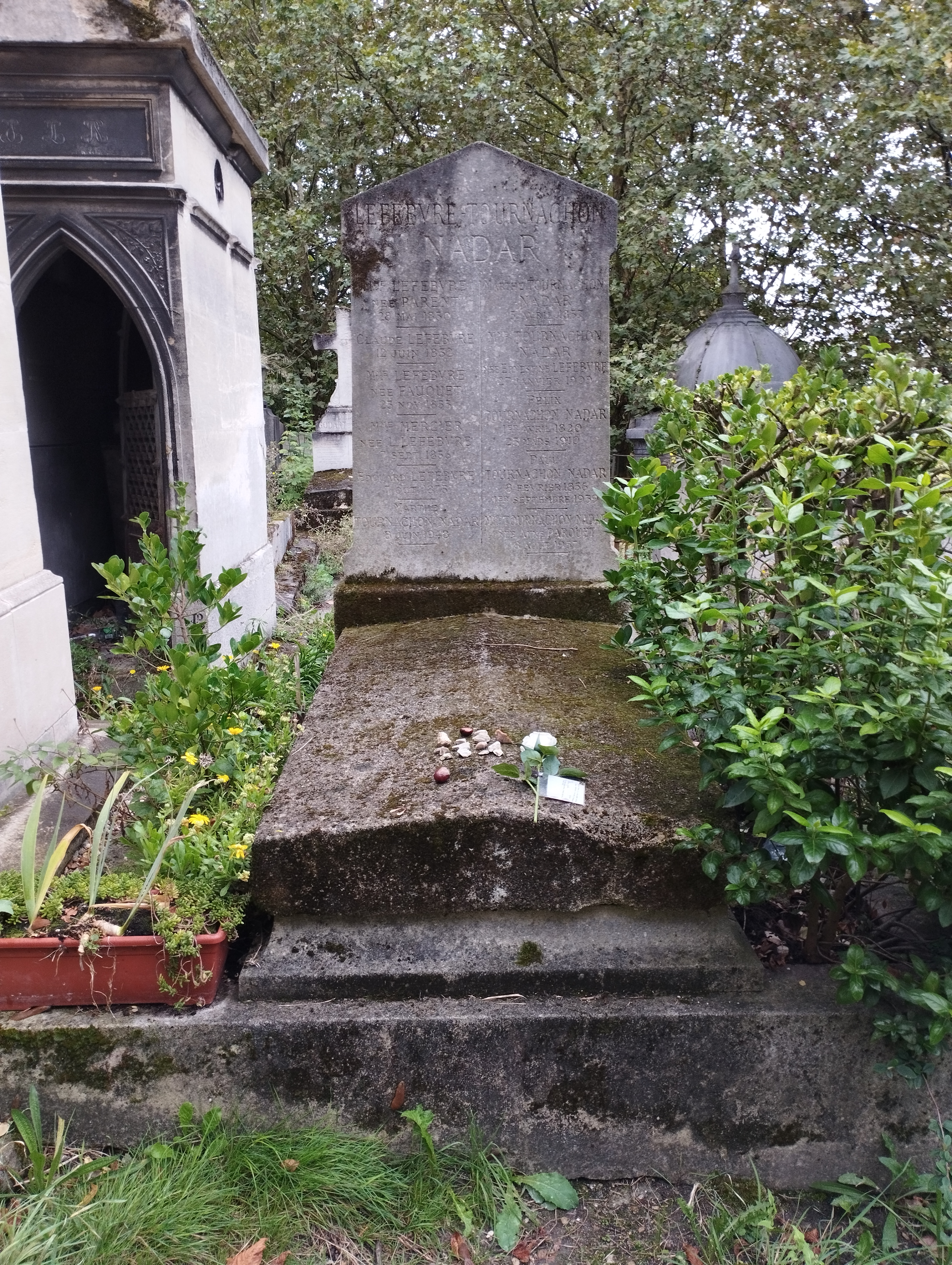
Tombe de Nadar au cimetière du Père-Lachaise (division 36).

À cette époque, Nadar s'intéresse à la photostérie, application de la photogravure qui donne une image en relief rappelant la sculpture. Il fait connaître la photostérie inventée par Lernac et parvient à la rendre industriellement pratique. En 1890, le jeune Georges-Léopold Mita exécute son portrait peint, une toile que Nadar conservera toute sa vie (Musée Carnavalet).
En 1900, le fils de Nadar organise une rétrospective de son œuvre à l'Exposition universelle de Paris. Nadar revient en 1904 à Paris, où il meurt le 20 mars 1910 à près de 90 ans. Il est inhumé à Paris au cimetière du Père-Lachaise (36e division).

## Postérité
Les relations entre Félix Nadar et son fils, Paul, ont été compliquées. Paul Nadar se lance dans la photographie à son tour et devient très jeune le directeur artistique de l'atelier de son père. Il réalise une série de photographies du chimiste Eugène Chevreul en 1886 pendant l'interview que le centenaire donne à son père. Toutefois, des divergences artistiques apparaissent entre le père et le fils. Tandis que Félix Nadar privilégiait les poses solennelles et graves, son fils avait une conception plus fantaisiste de la photographie. Paul utilise parfois des trucages et s'intéresse davantage aux gens du spectacle.
En Belgique, les barrières de police sont aussi nommées barrières Nadar à la suite de sa visite à Bruxelles du 26 septembre 1864 avec le ballon géant, où il fit ériger des barrières mobiles afin de garder à distance la foule qui se massait au jardin botanique, qui ont impressionné les Bruxellois.
Il existe un square Nadar dans le 18e arrondissement de Paris.

## Œuvres

### Photographies

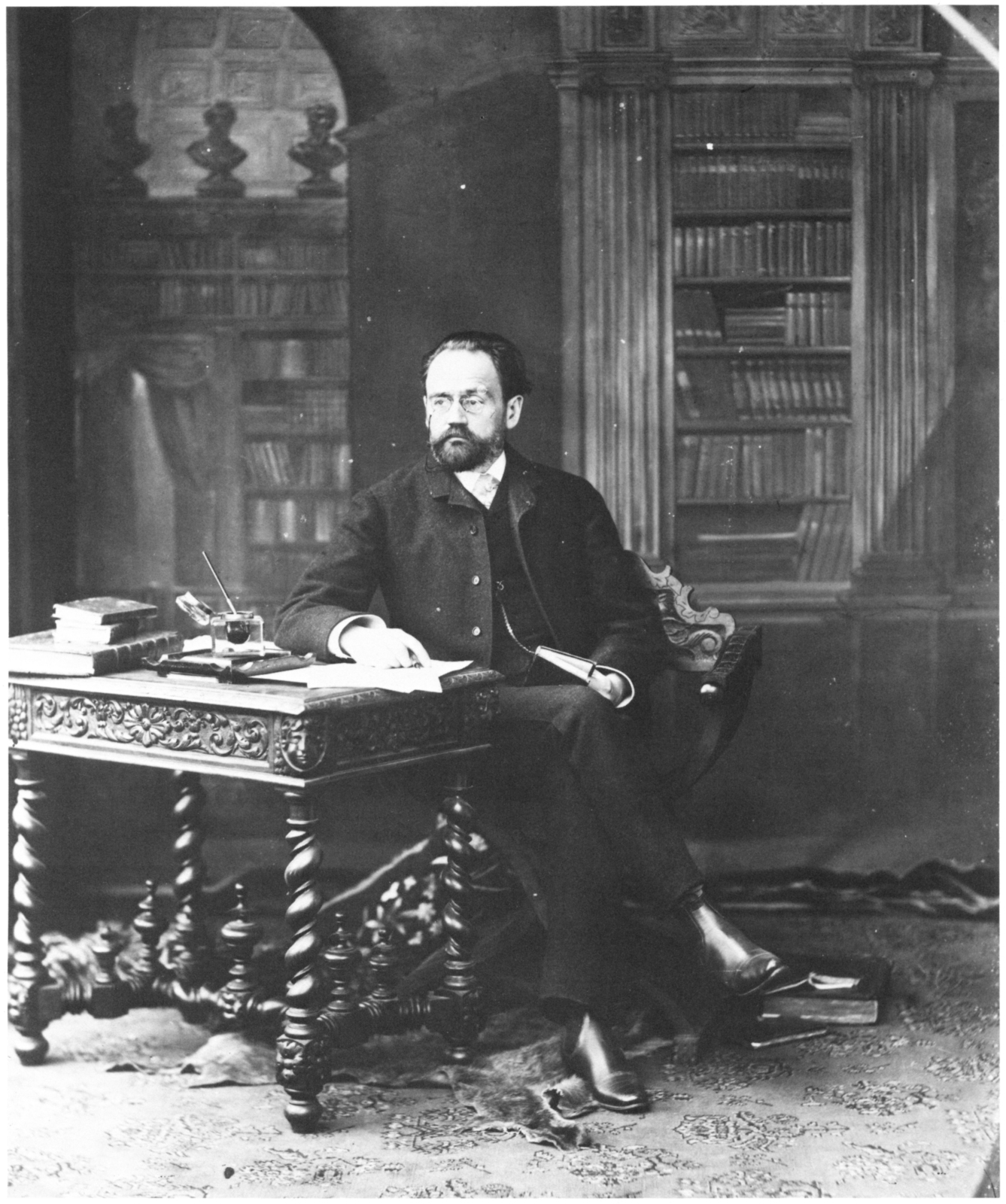
Émile Zola (vers 1880).

- André Barret, Nadar. 50 photographies de ses illustres contemporains, éd. Julliard, 1994  (ISBN 2-260-01124-1).
- André Barret, Nadar, éd. André Barret, 155 p.

### Livres
- La Robe de Déjanire, 3 tomes, première édition publiée sous son nom Félix Tournachon, Recoules, Libraire-Commissionnaire, 1845 ; Michel Lévy, 1862 ; E. Dentu, 1882, lire en ligne sur Gallica.
- Quand j'étais photographe, Ernest Flammarion, 1899, 1re édition (lire en ligne) : récits de souvenirs, avec un texte de fiction La photographie homicide[27].
  - Quand j'étais photographe, réédition, Toulouse, La Bartavelle éditeur, 1993  (ISBN 2877441652)
  - Quand j'étais photographe, réédition commentée par Caroline Larroche. Éditions À Propos, 2017, 288 p.  (ISBN 9782915398151).
- À terre et en l'air. Mémoires du « Géant », avec une introduction de Babinet, E. Dentu, 1864 ; 2e édition, 1865 lire en ligne sur Gallica.
- L'Hôtellerie des coquecigrues, E. Dentu.
- Le Miroir aux alouettes, Michel Lévy frères, 1859.
- Quand j'étais étudiant, E. Dentu. Édition Michel Lévy, 1861 lire en ligne sur Gallica.
- Le Droit au vol, J. Hetzel, 1865 (lire en ligne).
- La Grande Symphonie héroïque des punaises, 1877.
- Sous l'incendie, Édition Charpentier, 1882 (ouvrage dédié à Elisée Reclus).
- Le monde où on patauge, 1883.
- Photographies, tome 1 ; Dessins et Écrits, tome 2 ; Éditeur Arthur Hubschmid, 1979.
- Nadar écrivain, neuf volumes tirés de ses écrits, Éditions d'En Face, 2015[d].

### Correspondance
- Nadar, Correspondance, 1820-1851, tome 1, établie et annotée par André Rouillé, Éditions Jacqueline Chambon, 1998.

## Collections publiques
La Bibliothèque historique de la ville de Paris ainsi que le musée Carnavalet se partagent un fonds Nadar consacré à l'aérostation, acheté par la Ville de Paris et composé d'environ 2 500 manuscrits.
Un fonds Nadar est conservé à Paris à la Bibliothèque nationale de France.